# Jindřich Václav Richter
Jindřich Václav Richter (1653 Prostějov – 3. listopadu 1696 povodí Amazonky) byl český jezuita a misionář z České provincie.

## Život a misijní činnost
Vystudoval teologii na jezuitské klementinské koleji v Praze. Proti vůli rodičů vstoupil do jezuitského řádu a podle příkladu sv. Františka Xaverského si jako životní cíl zvolil službu v mimokřesťanských částech světa. V roce 1683 byl vybrán do zámořských misií. Působil v Jižní Americe v povodí Amazonky společně s dalším jezuitou z České provincie, trutnovským rodákem Samuelem Fritzem. Fritz se proslavil jako tvůrce první podrobné mapy tohoto jihoamerického veletoku. Richter působil mezi domorodci kmenů Cunivů, Pirů, Jívary, Mananahuy. Zakládal redukce, kde se snažil indiány vést k usedlému životu, křesťanství, řemeslům, snažil se je europeizovat. Tyto jezuitské redukce pak dosáhly svého vrcholu na území dnešní Paraguaye, kde se staly jakýmisi vzorovými křesťanskými kolektivními obcemi.
Misie nebyly prosty i násilného šíření křesťanství, a proto bylo typické, že se periodicky opakovala povstání proti moci kolonizátorů, což se týkalo především oblastí pod španělskou nadvládou. Při jednom z nich v roce 1696 Richter zahynul, když byl zavražděn náčelníkem kmene Cunivů Jindřichem Mamelukem, kterého sám křtil a dal mu své jméno.
Richter pilně korespondoval se svými řádovými bratry v Praze i se svou rodinou. Na základě těchto dopisů lze rekonstruovat řadu okolností ze života indiánů i jeho života v zámoří. Oficiální hagiografii mučedníka Jindřicha Václava Richtra pak zpracoval jezuita a rektor klementinské koleje Emmanuel de Boye.